# Archytaea angustifolia
Archytaea angustifolia är en tvåhjärtbladig växtart som beskrevs av Bassett Maguire. Archytaea angustifolia ingår i släktet Archytaea och familjen Bonnetiaceae. Inga underarter finns listade i Catalogue of Life.